# Échangeur de Loncin
L'échangeur de Loncin est un échangeur de Belgique entre l'A3 (E40), l'A15 (E42) et l'A602 (E25).
Il croise par ailleurs diverses voiries secondaires, ainsi que la ligne 36 de chemin de fer de Liège à Bruxelles.
Il a été mis en service en 1968.